# Ruthensmear
Ruthensmear è il primo album da solista del chitarrista statunitense Pat Smear.

## Tracce
1. Sahara Hotel
2. Golden Boys
3. Odenara
4. Blue Funk Punk
5. Princess
6. Magicandle Tragicanary
7. The Area of the Circle
8. Xmas Song
9. Eyes & Hearts
10. A Gentle Axe

## Formazione
- Pat Smear: voce, chitarra (accreditato come "Pat Ruthensmear")
- Paul Roessler: tastiere nelle tracce 1, 3, 4, 7 e 9, basso nella traccia 8, batteria nella traccia 4
- Linda Mack: batteria nelle tracce 3, 4, 7 e 9